# 1. deild karla 1980
Mùa giải 1980 của 1. deild karla là mùa giải thứ 26 của bóng đá hạng hai ở Iceland.

## Bảng xếp hạng
| Vị thứ | Đội        | Số trận | Thắng | Hòa | Thua | Bàn thắng | Bàn thua | Hiệu số | Điểm | Ghi chú                     |
| ------ | ---------- | ------- | ----- | --- | ---- | --------- | -------- | ------- | ---- | --------------------------- |
| 1      | KA         | 18      | 15    | 1   | 2    | 61        | 15       | +46     | 31   | Thăng hạng Úrvalsdeild 1981 |
| 2      | Þór A.     | 18      | 10    | 4   | 4    | 33        | 19       | +14     | 24   | Thăng hạng Úrvalsdeild 1981 |
| 3      | Þróttur N. | 18      | 7     | 7   | 4    | 24        | 24       | 0       | 21   |                             |
| 4      | ÍBÍ        | 18      | 4     | 9   | 5    | 34        | 35       | -1      | 17   |                             |
| 5      | Selfoss    | 18      | 6     | 5   | 7    | 31        | 37       | -6      | 17   |                             |
| 6      | Fylkir     | 18      | 6     | 4   | 8    | 31        | 25       | +6      | 16   |                             |
| 7      | Haukar     | 18      | 5     | 6   | 7    | 29        | 40       | -11     | 16   |                             |
| 8      | Völsungur  | 18      | 5     | 5   | 8    | 22        | 31       | -9      | 15   |                             |
| 9      | Ármann     | 18      | 3     | 8   | 7    | 28        | 37       | -9      | 14   | Xuống hạng 2. deild 1981    |
| 10     | Austri     | 18      | 1     | 7   | 10   | 18        | 48       | -30     | 9    | Xuống hạng 2. deild 1981    |

## Danh sách ghi bàn
| Cầu thủ            | Số bàn thắng | Đội bóng |
| ------------------ | ------------ | -------- |
| Óskar Ingimarsson  | 19           | KA       |
| Hilmar Sighvatsson | 14           | Fylkir   |
| Ámundi Sigmundsson | 12           | Selfoss  |
| Gunnar Gíslason    | 12           | KA       |
| Óskar Gunnarsson   | 11           | Þór A.   |